# Ghiurghici, Vidin
Ghiurghici (în bulgară Гюргич) este un sat în comuna Rujinți, regiunea Vidin,  Bulgaria. 

## Demografie
Componența etnică a satului Ghiurghici
     Romi (1,81%)
     Bulgari (97,82%)
     Nicio identificare (0,36%)
     Altele (0%)
La recensământul din 2011, populația satului Ghiurghici era de 276 locuitori. Din punct de vedere etnic, majoritatea locuitorilor (97,82%) erau bulgari, cu o minoritate de romi (1,81%). Pentru 0,36% din locuitori nu este cunoscută apartenența etnică.